# Nicholas Carr

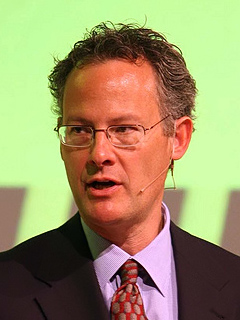
Nicholas Carr (2008)

Nicholas Carr (auch: Nicholas G. Carr sowie: Nick Carr, * 1959) ist ein US-amerikanischer Autor und Wirtschaftsjournalist, der sich insbesondere mit der Entwicklung des Internets und mit den gesellschaftlichen Auswirkungen der Digitalen Revolution beschäftigt.

## Leben
Nicholas Carr studierte englische und amerikanische Literatur und Sprache am Dartmouth College und in Harvard. Er war  zunächst Redakteur, später (neben Sarah Cliffe) zwischen 2000 und 2003 Chefredakteur der Harvard Business Review.
Seit 2008 bis vor kurzem war Carr Mitglied des Editorial Board of Advisors der Encyclopædia Britannica.
Carr ist Mitglied im Vorstand des Cloud-Computing-Projekts des World Economic Forum.
Er publiziert unter anderem im britischen Guardian und in der Times sowie in den amerikanischen Zeitungen und Zeitschriften The Atlantic, The New York Times, The Wall Street Journal, Wired, The New Republic, in der Financial Times und in der deutschen Wochenzeitung Die Zeit. Außerdem tritt Carr bei Tagungen auf und hält Vorträge.

## Positionen
Nicholas Carr vertritt überwiegend kritische und pessimistische Thesen in Bezug auf die Auswirkungen der Digitalisierung auf die Gesellschaft und den durch das Internet geprägten Digital Lifestyle.
Er ist publizistisch zuerst hervorgetreten mit seinem Aufsatz „IT doesn't matter“ (auf Deutsch sinngemäß etwa: „auf die IT kommt es nicht an“), der im Mai 2003 – also kurze Zeit nach dem Platzen der sogenannten Dotcom-Blase – in der Harvard Business Review erschienen war und der kurz darauf in erweiterter Form auch als Buch herauskam. Carr vertritt darin die Ansicht, der Einsatz von Informationstechnik verspreche im Zeitablauf immer weniger einen strategischen Wettbewerbsvorteil für Unternehmen, weil bei sinkenden Kosten und immer besserer Verfügbarkeit IT auch von den Mitbewerbern eingesetzt werde. Durch die fortschreitende Standardisierung glichen sich die Produktionsweisen und die Abläufe bei den Wettbewerbern aneinander an. Der größte Fehler, den man beim Einsatz von Informationstechnik begehen könne, bestehe darin, zu viel für die firmeneigene IT-Infrastruktur auszugeben. Vom Ergebnis her gesehen lohne es sich nicht, immer die neueste (und damit: die teuerste) Technik einzusetzen. Einsparmöglichkeiten sieht Carr in erster Linie im Verzicht auf unnötige Software-Updates und im Einsatz von Open-Source-Software. Wer sich einen Eindruck davon verschaffen wolle, wie hoch das diesbezügliche Einsparpotential sein könne, möge sich die Gewinnspanne eines Konzerns wie Microsoft vor Augen führen. Diese Thesen sorgten freilich für eine umfangreiche Kontroverse, die teils heute noch nachwirkt.
In seinem Essay „The amorality of Web 2.0“ („das amoralische Web 2.0“) wendet sich Carr gegen die Verklärung des Internets und des Web 2.0. In dem Aufkommen von freien Inhalten in Blogs und Wikis erkennt er einen kulturellen Verfall: Wikipedia sei nur „ein blasser Abglanz der Britannica“, und die Blogosphäre sei „oberflächlich“, weil den Bloggern Meinungen wichtiger seien als eine kontinuierliche Berichterstattung. Deshalb wendet er sich gegen den „Amateurkult“, dem er das Können professioneller Journalisten und Lexikonautoren gegenüberstellt, deren Tätigkeit aber durch die Kostenfreiheit der Web-2.0-Formate und die Zeitungskrise gefährdet sei.
In der Folge beschäftigte sich Carr mit dem Aufkommen des Cloud-Computing. Das Internet, das ursprünglich nur ein bloßes Verteilernetzwerk gewesen sei, werde durch die Einrichtung der „Cloud“ selbst „nicht nur zu einem universellen Computer […] sondern auch zu einem universellen Medium“.  Die Computerisierung habe die Produktivität erhöht, wodurch viele Arbeitsplätze verlorengegangen seien. Dieser Prozess werde durch den Übergang zum Cloud-Computing weiter verschärft. Einerseits könnten nun Amateure komplizierte Arbeiten in der Kulturproduktion am eigenen Rechner übernehmen, wie beispielsweise die Tonmischung bei Tonaufnahmen oder das Bearbeiten von Fotos; andererseits sei es fragwürdig geworden, ob die weiterhin teuren kulturellen Güter wie etwa der Journalismus auch weiterhin finanzierbar sein werden. „Es könnte sich herausstellen, dass die Kultur der Vielfalt, die das Internet erschaffen hat, in Wirklichkeit nur eine Kultur der Mittelmäßigkeit ist“.
Im deutschen Sprachraum ist Nicholas Carr vor allem durch seine pessimistischen Einschätzungen zum Zusammenhang der Internetnutzung und der dadurch bewirkten Veränderung des Denkens bekannt geworden. In dem Essay, der 2008 in der Zeitschrift The Atlantic unter dem Titel: „Is Google making us stupid?“ (auf Deutsch etwa: „Macht (uns) Google blöd?“) erschienen war, später in einer erweiterten Fassung in dem Buch „The Shallows“ (deutscher Titel: „Wer bin ich, wenn ich online bin ... und was macht mein Gehirn solange? Wie das Internet unser Denken verändert“), stellt er fest, dass er, etwa zehn Jahre nachdem er begonnen hatte, online zu lesen, nicht mehr so wie früher in der Lage war, längere Texte aufzunehmen. Einerseits sei die Textmenge, die wir heute dank der digitalen Medien zu verarbeiten hätten,  wesentlich höher als noch in den 1970er- und 1980er-Jahren, als das Fernsehen noch das Leitmedium war. Aber auch das Lesen habe sich verändert, es sei sprunghafter geworden, und die Hirnforschung belege, dass sich die Lesegewohnheiten auf die Gestalt des Gehirns auswirkten und sich dieses mit seinem Gebrauch verändere, indem es sich anpasse. Längere, kontemplative und analytische Gedankengänge und Texte würden dadurch immer mehr erschwert oder sogar unmöglich gemacht. Dahinter stehe auch ein kommerzielles Interesse, denn je mehr Seiten ein Benutzer anklicke, desto mehr Daten könne ein Konzern wie Google über ihn sammeln, um sie bei der Platzierung von Werbung zu verwenden. Außerdem werde dadurch die Produktivität der „Wissensarbeit“ („knowledge work“) gesteigert. Carr schlägt einen pessimistischen Ton an. Letztlich müsse aber offenbleiben, ob diese Entwicklung als nachteilig zu bewerten sei, denn auch bei der Erfindung des Buchdrucks habe es kritische Stimmen gegeben, die meinten, mit der billigeren Verfügbarkeit von Büchern wären Nachteile verbunden, die die Vorteile bei weitem überwiegen würden.

## Rezeption
Nicholas Carrs Thesen sind vor allem von Kritikern der digitalen Medien wahrgenommen und vielfach rezipiert worden. So bezog sich Frank Schirrmacher in seinem Buch „Payback“ im Jahr 2009 auf Carr. Der Spiegel griff im August 2008 den Titel des Atlantic auf und fragte seinerseits: „Macht das Internet doof?“ Manfred Spitzers Thesen zur „Digitalen Demenz“ sind mit Carrs Buch „Wer bin ich, wenn ich online bin … und was macht mein Gehirn solange?“ in Verbindung gebracht worden. Mercedes Bunz befand im Jahr 2012, die „besorgte“ Frage, ob der Gebrauch von Google „blöd“ mache, sei nach dem Versuch, sie ernsthaft zu diskutieren – zunächst in Magazinen und in der Tagespresse, später auch bei Tisch – „letztlich an die Stammtische vertagt“ worden. Sie stellt Carr in eine Reihe mit anderen, ganz verschiedenen, jedenfalls pessimistischen Kritikern der Digitalisierung und hält ihnen entgegen, dass es nicht die Geräte oder die Web-2.0-Plattformen seien, die unser Denken veränderten, sondern unser Umgang mit ihnen.

## Auszeichnungen
- Writer in residence an der Universität Berkeley
- 2011: Nominierung für den Pulitzer-Preis für das Buch The Shallows: What the Internet Is Doing to Our Brains in der Kategorie General nonfiction.[21]

## Schriften (Auswahl)
- Digital Enterprise. How to Reshape Your Business for a Connected World. Harvard Business School Press, Boston 2001. ISBN 1-57851-558-0.
- Does IT Matter? Harvard Business School Press, Boston 2004. ISBN 1-59139-444-9.
- The big switch: Die Vernetzung der Welt von Edison bis Google. Der große Wandel. Übersetzung aus dem Amerikanischen von Reinhard Engel. mitp Verlag, Heidelberg 2009. ISBN 978-3-8266-5508-1.
- Wer bin ich, wenn ich online bin ... und was macht mein Gehirn solange? Wie das Internet unser Denken verändert (engl.: The Shallows: Mind, Memory and Media in the Age of Instant Information). Aus dem amerikanischen Englisch von Henning Dedekind. Blessing Verlag, München 2010. ISBN 978-3-89667-428-9 – Neuauflage unter dem Titel: Surfen im Seichten. Was das Internet mit unserem Hirn anstellt. Pantheon Verlag, München 2013. ISBN 978-3-570-55205-6.
- Abgehängt. Wo bleibt der Mensch, wenn Computer entscheiden? Aus dem Amerikanischen von Karin Miedler und Sigrid Schmid. Hanser Verlag, München. 2014. ISBN 978-3-446-44032-6.
- Utopia is creepy and other provocations. W.W. Norton & Company, New York. 2016. ISBN 978-0-393-25454-9 (englisch).
- Superbloom. How Technologies of Connection Tear Us Apart. W.W. Norton & Company, New York, 2025, ISBN 978-1324064619 (englisch).